# Roel Schreinemachers
Roel Schreinemachers (Teteringen), is een Nederlands journalist. Hij is parlementair verslaggever voor RTL Nieuws.
Na het Sint-Oelbertgymnasium in Oosterhout studeerde Schreinemachers tussen 1989 en 1996 aan de Universiteit Leiden. 
In 1998 begon hij als politiek verslaggever voor BNR Nieuwsradio. Nadat hij vanaf 2008 als bureauredacteur had gewerkt van van de economieredactie van RTL Z werd hij in 2012 politiek verslaggeverpolitiek van RTL Nieuws.

## Erkenning
Schreinemachers won in 2021 met RTL Nieuws de journalistieke prijs De Tegel. De prijs deelde hij journalisten Pieter Klein en Stephan Koole voor de onthullingen van geheime notulen uit de ministerraad. Daarin werd geklaagd over Kamerleden, met name destijds CDA'er Pieter Omtzigt.

## Prijs
- De Tegel 2021